# 透视变形

一个计算机的模拟演示。保证景物在相机的视野范围内，同时调整相机与景物之间的距离、改变焦距，能给照片带来几何变形的效果，即所谓“短缩法”（foreshortening）。

在摄影和电影拍摄中，透视变形指的是是一个物体及其周围区域与标准镜头中看到的相比完全不同，由于远近特征的相对比例变化，发生了弯曲或变形。透视变形是由拍摄和观看图像的相对距离决定的，因为成像的视角也许会比观看物体的视角更窄或是更广，这样看上去的相对距离就会与所期待的不一样。与这一概念相关的是轴向放大率——在给定放大率下感受到的景深。
透视变形有两种形式：扩展变形（extension distortion）和压缩变形（compression distortion），在讨论同一成像面积上的图像时也称作广角失真和长焦失真。扩展变形（广角失真）可以看作是用广角镜头（视角比标准镜头广）近拍得到的图像。离镜头近的物体与远处物体相比显得比正常尺寸大，而远处物体显得比正常尺寸小而且远——所以距离受扩展了。压缩变形（长焦失真）可以看作是用长焦镜头（视角比标准镜头窄）在远处拍摄到的图像。物体无论远近看起来大小大致相同——较近的物体显得比正常尺寸小，而较远的物体显得比正常尺寸大，这样便无法区分远近物体的距离——所以距离受压缩了。
要注意透视变形是由距离引起的，而非镜头——在同一距离拍摄同一场景，无论用什么镜头，拍到的透视变形都是完全相同的。不过，由于广角镜头的视角更宽，所以往往用于近距离拍摄，而长焦镜头视角较窄所以往往用于远摄。例如，如果站在标准镜头刚好可以拍到全脸的距离上，用广角镜和长焦镜在这一距离拍脸会有同样的透视，但是广角镜也许会拍下整个身子，而长焦镜只能拍下鼻子。然而将这三张照片拿来裁剪出相同的拍摄区域，它们的透视变形是完全一致的——三张里面的鼻子会是一模一样。相反，如果移动距离使得三个镜头都可以刚好拍下鼻子，那么你会看到明显的透视变形。

## 光学解释
考虑一个理想的高斯光学系统。绝大多数情况下我们可以假设物体所在空间与成像空间是同一介质。这样，聚焦的时候，像平面到透镜的距离{\displaystyle s_{i}}，物体到透镜的距离{\displaystyle s_{o}}，以及透镜焦距{\displaystyle f}满足以下关系：
{\displaystyle {1 \over s_{i}}+{1 \over s_{o}}={1 \over f}}
横向放大率{\displaystyle M}由下式给出
{\displaystyle M={s_{i} \over s_{o}}={f \over s_{o}-f}}
假定物体到像平面的距离是{\displaystyle D},
{\displaystyle D={s_{\mathrm {i} }}+{s_{\mathrm {o} }}.}
对于 {\displaystyle D\geq 4f}, 令 {\displaystyle D_{\mathrm {f} }=D/f},
{\displaystyle M={\frac {D-2f-{\sqrt {{D}^{2}-4Df}}}{2f}}={\frac {D_{f}}{2}}-1-{\sqrt {{\frac {{D_{f}}^{2}}{4}}-D_{f}}}\,.}
在{\displaystyle s_{o}}处的物体的轴向放大率{\displaystyle M_{ax}}由像距{\displaystyle s_{i}}的变化与物距{\displaystyle s_{o}}的变化的比率给出：
{\displaystyle {\begin{aligned}M_{\text{ax}}&=\left|{\frac {\mathrm {d} s_{\mathrm {i} }}{\mathrm {d} s_{\mathrm {o} }}}\right|=\left|{\frac {\mathrm {d} }{\mathrm {d} s_{\mathrm {o} }}}\left({\frac {1}{f}}-{\frac {1}{s_{\mathrm {o} }}}\right)^{-1}\right|\\&=\left|-\left({\frac {1}{f}}-{\frac {1}{s_{\mathrm {o} }}}\right)^{-2}s_{\mathrm {o} }^{-2}\right|\\&={\frac {s_{\mathrm {i} }^{2}}{s_{\mathrm {o} }^{2}}}=M^{2}\,.\end{aligned}}}
当{\displaystyle M>1}，放大率增加时，轴向放大率与横向放大率的比率也增加。例如，如果{\displaystyle M=2}，那么{\displaystyle M_{ax}=4}，并且图像是物体的2倍高和4倍深。
对大多数照相机{\displaystyle D\geq 4f,M\leq 1}，如果{\displaystyle M=0.5}，那么{\displaystyle M_{ax}=0.25}，并且图像是物体的一半高和四分之一深。
在{\displaystyle s_{o}}处的物体的横向放大率{\displaystyle M}相对于物距{\displaystyle s_{o}}的变化率为：
{\displaystyle {M_{s_{o}}=\left|{d \over d(s_{o})}{s_{i} \over s_{o}}\right|=\left|{d \over d(s_{o})}{f \over (s_{o}-f)}\right|=\left|{-f \over (s_{o}-f)^{2}}\right|={M^{2} \over f}}}
可以看到，如果横向放大率为定值，较长的焦距会带来较小的横向放大率变化，而较短的焦距会带来较大的横向放大率变化。意思是说，移动长焦镜头以获得同样的放大率{\displaystyle M}时，物体变化少，看起来更浅。反之也成立。

## 影响因素
透视变形由以下两个因素的关系所影响：照片由照相机拍摄的视角和物体的照片受观看的视角。

### 拍摄的视角
当站在正常观看距离观赏照片时，透视变形的感觉是完全由照片的视角导致的。很多人认为未经处理的照片不会使场景变形，这是不对的。当使用广角镜头近距离拍摄肖像照时可以明显观察到透视变形。这时会使鼻子比其他五官要大，而且扭曲了脸部表情，成像效果令人不悦。用长焦镜头来拍的话就会让画面扁平一些。这就是为什么85-135mm镜头是很好的人像镜头。（这里讨论的焦距都是换算成35mm等效焦距的。）但使用更长焦距的镜头会使得脸部特征过于扁平，也会让观看者反感。

### 照片受观看的视角
站在正常观看距离（大致等于照片的对角线长度）观看照片时可以获得正常的透视感。而在比这个距离更近的地方观看扩展变形（广角失真）的照片，由于视角变广了，变形现象会减弱。与此相仿，在比正常观看距离更远的地方观看压缩变形（长焦失真）的照片，由于视角变窄了，变形现象也会减弱。在某个特定的距离，透视变形会完全消失。

### 示例
下面三张照片是站在同一位置用三颗不同镜头拍到的：分别是标准镜头、广角镜头和长焦镜头。将这三张照片拿来裁剪出相同的拍摄区域，它们的透视变形是完全一致的。
分别使用35mm底片相机和50mm镜头、28mm镜头和70mm镜头，在固定位置拍摄到的图像。
下面四张照片是用四颗不同的镜头拍到尽可能同样大小的同一物体。由于每颗镜头视角不同，拍摄者每次站的距离也不同，按照片顺序离受摄物体越来越近。注意背景中建筑与前面物体的距离随着视角的变化。右下角第四幅图中，由于使用了广角镜头，建筑看起来比实际远得多。
分别使用35mm底片相机和100mm镜头、70mm镜头、50mm镜头、28mm镜头，在不同距离拍摄到的照片。

## 艺术运用

### 技术背景

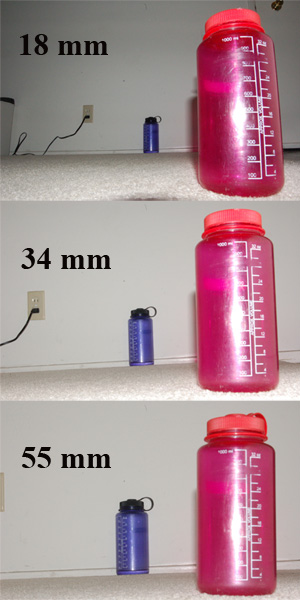
焦距对透视的影响：18mm (广角)、34mm (标准)和55mm (长焦)。注意焦距越短视角越广，透视变形和物体大小差距也在改变。

尽管无意中造成的透视变形令人烦恼，但是它也会特意使用以达到某些艺术上的目的。扩展变形（广角失真）常用于强调某一元素，因为可以使它放大或是远离其它元素。压缩变形（长焦失真）常用于压缩物体间的距离，例如大楼或是汽车，以制造拥挤的感觉。长焦镜头会放大物体，压缩距离并且（对焦在前景时）由于浅景深而模糊背景。广角镜头会放大物体间的距离，并且有更大的景深。
使用广角镜头还有一个结果就是当相机不与物体相垂直时会带来明显的透视变形：平行线在标准镜头中会和人眼看到的同样比率汇集，但是在广角镜头中由于视野变广而汇聚得更厉害。例如，相机向上仰视时拍到的建筑看上去向后倒得更厉害，因为在广视角中可以看到的建筑的部分更多了。